# Escola de Música da Universidade Federal de Minas Gerais
A Escola de Música da Universidade Federal de Minas Gerais (EMUFMG) é uma tradicional unidade de ensino da Universidade Federal de Minas Gerais localizada em Belo Horizonte. Inaugurada em 1925, a instituição ministra cursos de música nos níveis de graduação, pós-graduação e extensão. Há também um prédio anexo - o Centro de Musicalização Infantil (CMI) - onde são oferecidos cursos livres de música para crianças e adolescentes.

## História
A instituição foi fundada em 28 de abril de 1925 com o nome de Conservatório Mineiro de Música, tendo uma sede provisória num casarão do Parque Municipal. Seu primeiro diretor foi o maestro Francisco Nunes. Permaneceu pouco tempo nesta sede, sendo transferida posteriormente para um edifício na avenida João Pinheiro devido à alta demanda.
Em 5 de setembro de 1926 foi inaugurado o prédio definitivo especialmente construído para o conservatório, com elegantes linhas neo-clássicas, ornadas por colunas com capitéis coríntios, na avenida Afonso Pena. Os primeiros anos da instituição foram marcantes na vida cultural de Belo Horizonte. Vários professores e alunos do conservatório eram artistas atuantes no cenário cultural da capital mineira.

Levindo Lambert assumiu a direção em 1933 e trabalhou pela federalização do conservatório. Obteve sucesso em seu objetivo e em 4 de dezembro de 1950 o conservatório foi federalizado e transformado em estabelecimento isolado de ensino superior. Posteriormente foi dirigido pelo professor Mercedo Moreira (1952-1957) e Pedro de Castro (1957-1962).

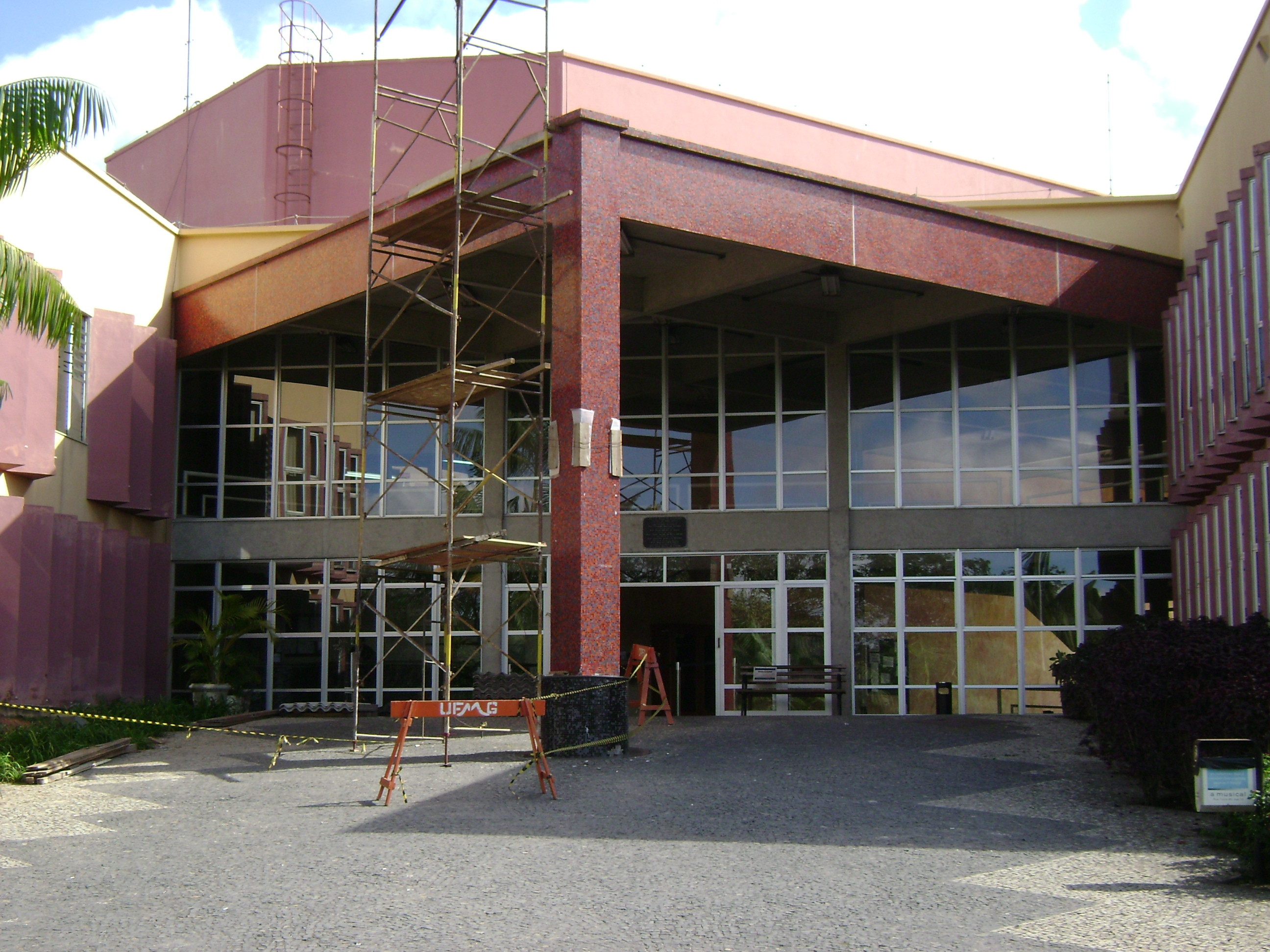
Fachada da escola no Campus Pampulha.

Em 30 de novembro de 1962 o conservatório foi integrado à Universidade Federal de Minas Gerais, na gestão de Carlinda Tinquitella (1962-1963), passando a ser conhecido como Conservatório de Música da UFMG. Levindo Lambert reassumiu a direção da instituição em 1963, permanecendo no cargo até 1966. Neste período o edifício do conservatório estava apresentando rachaduras e com ameaça de desabamento, abalado em virtude da construção vizinha. Por essa razão, foi transferido para o oitavo andar do prédio da Reitoria da UFMG, no Campus Pampulha.
A gestão de Yolanda Lodi (1966-1970) foi marcada pela reforma da antiga edificação, porém seus esforços foram ameaçados, pois a Justiça Federal desejava ocupá-lo por sua localização privilegiada e próxima do Tribunal de Justiça. A questão estava dificultada, principalmente após a Lei nº 2855 de 28 de agosto de 1956, que objetivava restituir ao estado de Minas Gerais à propriedade do edifício. Yolanda Lodi decidiu-se e promoveu rapidamente a mudança do conservatório para o seu prédio de origem após a conclusão das obras e antes da decisão final da questão. Após difícil e desgastante impasse, a luta foi ganha e neste ano foi inaugurado a Orquestra de Câmara do Conservatório de Música da UFMG.
O nome do conservatório é mais uma vez alterado em 11 de outubro de 1972, quando, por força de um decreto, passou a se chamar Escola de Música da Universidade Federal de Minas Gerais.
Em 29 de Abril de 1997 a Escola de Música da UFMG foi transferida para sua sede atual, no Campus Pampulha, onde a instituição passou a contar com infraestrutura mais adequada para seu funcionamento. Posteriormente foi construído o anexo destinado ao CMI, oferecendo cursos para crianças e adolescentes. Sua antiga sede na avenida Afonso Pena recebeu investimentos em 1998 para revitalização e restauração, sendo que as obras foram concluídas em 2000. No ano seguinte foi inaugurado o anexo do edifício. Atualmente a antiga sede é administrada pela Fundação de Desenvolvimento da Pesquisa da UFMG (FUNDEP) e permanece destinada à sua principal atividade, onde são realizados ensaios, apresentações musicais e cursos.
Com mais de noventa anos de existência, a Escola de Música da UFMG é uma das mais antigas instituições do gênero no Brasil e é responsável pela formação de diversas gerações de músicos em atividade profissional no país e no exterior.
A comunidade da Escola de Música é formada pelos corpos docente, técnico-administrativo e discente, todos envolvidos na realização dos objetivos da Universidade. Entre os professores estão dez doutores e quinze mestres. No corpo técnico estão dezesseis músicos, instrumentistas de orquestra e pianistas, que atuam diretamente na atividade acadêmica.
| Corpo Docente | Corpo Técnico e Administrativo | Corpo Discente*     |     |               |       |
| Titulação     | Categorias                     | Nível               |     |               |       |
| Bacharel      | 01                             | Nível Apoio         | 02  | Graduação     | 494   |
| Mestre        | 19                             | Nível Intermediário | 20  | Pós-Graduação | 73    |
| Doutor        | 36                             | Nível Superior      | 22  | Extensão      | 197   |
| Pós-Doutor    | 03                             | CMI                 | 553 |               |       |
| Total         | 59                             | Total               | 44  | Total         | 1.317 |

*Números aproximados

### Atividades
A Escola de Música oferece cursos em três níveis: Graduação, Pós-Graduação e Extensão. O Curso de Graduação oferece duas modalidades, o Bacharelado e a Licenciatura. Na Pós Graduação são oferecidos o Mestrado, Especialização e Doutorado. Na Extensão são oferecidos diversos cursos, alguns já estabelecidos e com caráter permanente e outros que são ofertados eventualmente.
Além das atividades de ensino, toda a comunidade da Escola de Música está envolvida na produção acadêmica, seja na pesquisa, na produção artística ou em projetos de extensão. São realizados concertos e recitais de professores, músicos (funcionários), estudantes e dos grupos musicais da Escola, além de gravações de CDs, publicações diversas nas revistas da Unidade e em outros periódicos, dentre outras atividades.

### Organização
A direção acadêmica e administrativa da Escola de Música fica a cargo da Congregação e da Diretoria (integrada por um Diretor e um Vice-Diretor). O organograma apresentado aqui ilustra a organização acadêmica e administrativa da Escola de Música, a partir da sua representação na Congregação, órgão superior da Unidade. Vinculado à diretoria estão diversas seções responsáveis pela administração da Escola.

### Infra-estrutura Física e Patrimonial
As atividades acadêmicas são gerenciadas pelos Colegiados dos Cursos/Coordenadores, e pelas Câmaras Departamentais/Chefes dos Departamentos Acadêmicos. Os Colegiados controlam o funcionamento dos cursos, determinando, entre outras atribuições as disciplinas a serem oferecidas a cada semestre. Já as Câmaras Departamentais distribuem estas disciplinas, e outras atividades, entre os seus professores. A Diretoria e Vice-Diretoria são responsáveis pela gestão administrativa e acadêmica da Escola como um todo.
A atual sede da Escola de Música, no Campus da Pampulha, tem uma área de ocupação de 2.315 m2 e uma área construída de 4.575 m2.
Para o atendimento das atividades acadêmicas existem diversas Salas de Aula, Gabinete/Estúdio de professores, Laboratórios, Sala de Microcomputadores, Cabine de Estudo dos alunos, Auditório, Sala Multimeios, Salão de Ensaios e Biblioteca. A nova sede dispõe também de uma Rede de Informática com cerca de 150 pontos interligados, com acesso direto a Internet, sem depender da conexão via modem. São oferecidos diversos serviços de rede, tais como, serviço de e-mail, servidora de arquivos, servidora de páginas Web, diretório de arquivos com os utilitários mais usados, serviço de cópia de CD, entre outros. A Escola possui também diversas salas para a sua administração, Diretório Acadêmico dos Estudantes (DA), Cantina e espaços de convivência.
A Escola de Música possui em seu patrimônio dezenas de instrumentos musicais, grande acervo bibliográfico, além de diversos equipamentos para o apoio às atividades acadêmicas.

### Programas e Serviços da UFMG
Os estudantes da Escola de Música têm acesso a diverso serviços e programas da Universidade Federal de Minas Gerais, tais como:
- Programa de Bolsas de Graduação (monitoria, aprimoramento discente, projetos especiais);
- Programa de Bolsas de Extensão (grupos musicais, cursos e outros projetos de extensão);
- Bolsa Estágio nos cursos e projetos de extensão (programa da Escola de Música);
- Programa de Iniciação Científica (que também oferece bolsas, além do treinamento em pesquisa);
- Assistência financeira, cultural, de saúde e pedagógica aos estudantes carentes através da Fundação Universitária Mendes Pimentel;
- Moradia Universitária e outros.

### História
Aqui você encontra disponibilizado um pouco da história da Escola de Música, descrita pela Professora Sandra Loureiro de Freitas Reis. Sandra foi Professora Emérita da Universidade Federal de Minas Gerais, título que recebeu em abril de 2000. Dentre as realizações de sua carreira como professora, pesquisadora, pianista e administradora na Escola de Música, está a publicação do livro Escola de Música da UFMG – Um Estudo Histórico (1925 – 1970). Portanto, ninguém melhor que a professora Sandra para escrever esta seção de nosso site.
Clique aqui para conhecer melhor a história do Conservatório Mineiro de Música e da Escola de Música da UFMG.
- Universidade Federal de Minas Gerais
- Conservatório Mineiro de Música